# Élections cantonales de 1961 en Ille-et-Vilaine
Les élections cantonales se sont déroulées les 4 et 11 juin 1961.

## Contexte départemental

### Assemblée départementale sortante
Avant et après les élections, le conseil général est présidé par le Centre national des indépendants et paysans. 
Mais le titulaire change, Robert de Toulouse-Lautrec devient président en lieu et en place de Marcel Rupied, qui ne se représente pas.
Il comprend 43 conseillers généraux issus des 43 cantons d'Ille-et-Vilaine.
| Parti                                       | Sigle   | Élus |
| ------------------------------------------- | ------- | ---- |
| Majorité (23 sièges)                        |         |      |
| Centre national des indépendants et paysans | CNIP    | 23   |
| Opposition (20 sièges)                      |         |      |
| Mouvement républicain populaire             | MRP     | 12   |
| Parti radical-socialiste                    | Rad-Soc | 5    |
| Républicains sociaux                        | Rép.soc | 3    |
| Président du conseil général                |         |      |
| Marcel Rupied (CNIP)                        |         |      |

## Résultats à l'échelle du département

### Résultats en nombre de sièges
| Parti | Sièges mis en jeu | Élus | Évolution |
| ----- | ----------------- | ---- | --------- |
| CNIP  | 14                | 13   | -1        |
| MRP   | 2                 | 4    | +2        |
| PR    | 3                 | 2    | -1        |
| UNR   | 2                 | 2    | -         |

### Assemblée départementale à l'issue des élections
| Parti                                       | Sigle   | Élus |
| ------------------------------------------- | ------- | ---- |
| Majorité (24 sièges)                        |         |      |
| Centre national des indépendants et paysans | CNIP    | 22   |
| Union pour la nouvelle République           | UNR     | 2    |
| Opposition (19 sièges)                      |         |      |
| Mouvement républicain populaire             | MRP     | 14   |
| Parti radical-socialiste                    | Rad-Soc | 4    |
| Président du conseil général                |         |      |
| Robert de Toulouse-Lautrec (CNIP)           |         |      |

## Arrondissement de Rennes

### Canton de Rennes-Nord-Ouest
- Conseiller sortant : François Château (CNIP), élu depuis 1955, ne se représente pas.

| Candidat | Candidat              | Étiquette | Premier tour | Premier tour | Second tour | Second tour |
| Candidat | Candidat              | Étiquette | Voix         | %            | Voix        | %           |
| -------- | --------------------- | --------- | ------------ | ------------ | ----------- | ----------- |
|          | Jean-Paul Chasseboeuf | MRP       | 2 797        | 33,92        | 3 805       | 43,29       |
|          | Georges Brand         | CNIP      | 2 421        | 29,36        | 3 460       | 39,36       |
|          | Pierre Éouzan         | PCF       | 956          | 11,59        | 1 517       | 17,26       |
|          | Marcel Biétry         | SFIO      | 848          | 10,28        |             |             |
|          | Constant Lussot       | UNR       | 616          | 7,47         |             |             |
|          | Charles Foulon        | PSU       | 608          | 7,37         |             |             |
|          |                       |           |              |              |             |             |
| Inscrits | Inscrits              | Inscrits  | 21 944       | 100,00       | 21 944      | 100,00      |
| Votants  | Votants               | Votants   | 8 358        | 38,09        | 8 953       | 40,80       |
| Exprimés | Exprimés              | Exprimés  | 8 246        | 98,66        | 8 790       | 98,18       |

### Canton de Rennes-Sud-Ouest
- Conseiller sortant : Francis Joly (UNR), élu depuis 1949.

| Candidat | Candidat       | Étiquette | Premier tour | Premier tour | Second tour | Second tour |
| Candidat | Candidat       | Étiquette | Voix         | %            | Voix        | %           |
| -------- | -------------- | --------- | ------------ | ------------ | ----------- | ----------- |
|          | Francis Joly * | UNR       | 3 444        | 43,15        | 5 427       | 74,68       |
|          | Albert Loisel  | MRP       | 1 913        | 23,97        |             |             |
|          | Yves Brault    | PCF       | 1 144        | 14,33        | 1 834       | 25,24       |
|          | Yves Le Vern   | SFIO      | 1 020        | 12,78        |             |             |
|          | Albert Renouf  | PSU       | 608          | 7,37         |             |             |
|          |                |           |              |              |             |             |
| Inscrits | Inscrits       | Inscrits  | 18 805       | 100,00       | 18 805      | 100,00      |
| Votants  | Votants        | Votants   | 8 143        | 43,30        | 7 496       | 39,86       |
| Exprimés | Exprimés       | Exprimés  | 7 981        | 98,01        | 7 267       | 96,95       |

### Canton de Hédé
- Conseiller sortant : Joseph Morin (CNIP), élu depuis 1949, ne se représente pas.

| Candidat | Candidat       | Étiquette | Premier tour | Premier tour | Second tour | Second tour |
| Candidat | Candidat       | Étiquette | Voix         | %            | Voix        | %           |
| -------- | -------------- | --------- | ------------ | ------------ | ----------- | ----------- |
|          | André Arribard | MRP       | 1 341        | 41,52        | 1 604       | 45,88       |
|          | Jean Rozé      | CNIP      | 1 063        | 32,91        | 1 634       | 46,74       |
|          | Émile Riollier | Ind G.    | 597          | 18,48        |             |             |
|          | Albert Chesnot | PCF       | 229          | 7,09         | 258         | 7,38        |
|          |                |           |              |              |             |             |
| Inscrits | Inscrits       | Inscrits  | 5 086        | 100,00       | 5 086       | 100,00      |
| Votants  | Votants        | Votants   | 3 334        | 65,55        | 3 552       | 69,84       |
| Exprimés | Exprimés       | Exprimés  | 3 230        | 96,88        | 3 496       | 98,42       |

### Canton de Liffré
- Conseiller sortant : Jean-Marie Pavy (père) (CNIP), élu pour la première fois en 1922, ne se représente pas.

| Candidat | Candidat         | Étiquette | Premier tour | Premier tour | Second tour | Second tour |
| Candidat | Candidat         | Étiquette | Voix         | %            | Voix        | %           |
| -------- | ---------------- | --------- | ------------ | ------------ | ----------- | ----------- |
|          | Jean Vincent     | CNIP      | 1 506        | 38,47        | 2 127       | 52,39       |
|          | André Louazel    | CNIP      | 1 045        | 26,69        | 1 870       | 46,06       |
|          | Pierre Bouvet    | MRP       | 980          | 25,03        |             |             |
|          | Jean Pavy (fils) | CNIP      | 284          | 7,25         |             |             |
|          | Yves Larmet      | PCF       | 83           | 2,12         | 61          | 1,50        |
|          | Léon Leblet      | SFIO      | 17           | 0,43         |             |             |
|          |                  |           |              |              |             |             |
| Inscrits | Inscrits         | Inscrits  | 5 055        | 100,00       | 5 055       | 100,00      |
| Votants  | Votants          | Votants   | 3 970        | 78,54        | 4 140       | 81,90       |
| Exprimés | Exprimés         | Exprimés  | 3 915        | 98,62        | 4 060       | 98,07       |

### Canton de Saint-Aubin-d'Aubigné
- Conseiller sortant : Armand Brionne (Rad-soc), élu pour la première fois en 1950.

| Candidat | Candidat         | Étiquette | Premier tour | Premier tour |
| Candidat | Candidat         | Étiquette | Voix         | %            |
| -------- | ---------------- | --------- | ------------ | ------------ |
|          | Armand Brionne * | Rad-soc   | 4 214        | 89,97        |
|          | Toussaint Piette | PCF       | 468          | 9,99         |
|          |                  |           |              |              |
| Inscrits | Inscrits         | Inscrits  | 7 714        | 100,00       |
| Votants  | Votants          | Votants   | 4 928        | 63,88        |
| Exprimés | Exprimés         | Exprimés  | 4 684        | 95,05        |

## Arrondissement de Saint-Malo

### Canton de Saint-Servan-sur-Mer
- Conseiller sortant : Paul Delacour (CNIP), élu depuis 1955, ne se représente pas.

| Candidat | Candidat          | Étiquette | Premier tour | Premier tour |
| Candidat | Candidat          | Étiquette | Voix         | %            |
| -------- | ----------------- | --------- | ------------ | ------------ |
|          | Lucien Huet       | app CNIP  | 3 599        | 72,28        |
|          | Anne-Marie Glémot | PCF       | 747          | 15,00        |
|          | Louis Ramond      | SFIO      | 630          | 12,65        |
|          |                   |           |              |              |
| Inscrits | Inscrits          | Inscrits  | 9 656        | 100,00       |
| Votants  | Votants           | Votants   | 5 160        | 53,44        |
| Exprimés | Exprimés          | Exprimés  | 4 979        | 96,49        |

### Canton de Cancale
- Conseiller sortant : Olivier Biard (CNIP), élu depuis 1949.

| Candidat | Candidat         | Étiquette | Premier tour | Premier tour |
| Candidat | Candidat         | Étiquette | Voix         | %            |
| -------- | ---------------- | --------- | ------------ | ------------ |
|          | Olivier Biard *  | CNIP      | 3 932        | 91,44        |
|          | Georges Maillet  | PCF       | 198          | 4,61         |
|          | Marie-Ange Rehel | SFIO      | 170          | 3,95         |
|          |                  |           |              |              |
| Inscrits | Inscrits         | Inscrits  | 8 023        | 100,00       |
| Votants  | Votants          | Votants   | 4 371        | 54,48        |
| Exprimés | Exprimés         | Exprimés  | 4 300        | 98,38        |

### Canton de Combourg
- Conseiller sortant : Abel Bourgeois (Rad-soc), élu depuis 1955.

| Candidat | Candidat       | Étiquette | Premier tour | Premier tour | Second tour | Second tour |
| Candidat | Candidat       | Étiquette | Voix         | %            | Voix        | %           |
| -------- | -------------- | --------- | ------------ | ------------ | ----------- | ----------- |
|          | Louis Arribart | MRP       | 2 487        | 44,89        | 2 815       | 46,23       |
|          | Abel Bourgeois | Rad-soc   | 2 404        | 43,39        | 3 271       | 53,72       |
|          | Émile Lohat    | PCF       | 647          | 11,68        |             |             |
|          |                |           |              |              |             |             |
| Inscrits | Inscrits       | Inscrits  | 7 929        | 100,00       | 7 929       | 100,00      |
| Votants  | Votants        | Votants   | 5 616        | 70,83        | 6 150       | 77,56       |
| Exprimés | Exprimés       | Exprimés  | 5 540        | 98,65        | 6 089       | 99,01       |

### Canton de Pleine-Fougères
- Conseiller sortant : Jean-Marie Gallon (CNIP), élu depuis 1953.

| Candidat | Candidat            | Étiquette | Premier tour | Premier tour |
| Candidat | Candidat            | Étiquette | Voix         | %            |
| -------- | ------------------- | --------- | ------------ | ------------ |
|          | Jean-Marie Gallon * | CNIP      | 2 565        | 59,78        |
|          | Albert Dory         | PSU       | 1 476        | 34,40        |
|          | Paul Le Bihan       | PCF       | 237          | 5,52         |
|          |                     |           |              |              |
| Inscrits | Inscrits            | Inscrits  | 6 252        | 100,00       |
| Votants  | Votants             | Votants   | 4 343        | 69,47        |
| Exprimés | Exprimés            | Exprimés  | 4 291        | 98,80        |

## Arrondissement de Fougères

### Canton de Fougères-Sud
- Conseiller sortant : Joseph Morel (CNIP), élu pour depuis 1945, ne se représente pas.

| Candidat | Candidat           | Étiquette | Premier tour | Premier tour | Second tour | Second tour |
| Candidat | Candidat           | Étiquette | Voix         | %            | Voix        | %           |
| -------- | ------------------ | --------- | ------------ | ------------ | ----------- | ----------- |
|          | Jean Le Lann       | CNIP      | 2 280        | 37,40        | 3 401       | 53,81       |
|          | Augustin Beuverger | UNR       | 2 027        | 33,25        | 2 695       | 42,64       |
|          | Albert Chemin      | MRP       | 1 206        | 19,78        |             |             |
|          | Louis Boursin      | SFIO      | 346          | 5,68         |             |             |
|          | Aristide Mentec    | PCF       | 237          | 3,89         | 217         | 3,43        |
|          |                    |           |              |              |             |             |
| Inscrits | Inscrits           | Inscrits  | 9 809        | 100,00       | 9 805       | 100,00      |
| Votants  | Votants            | Votants   | 6 200        | 63,21        | 6 447       | 65,75       |
| Exprimés | Exprimés           | Exprimés  | 6 096        | 98,32        | 6 320       | 98,03       |

### Canton de Louvigné-du-Désert
- Conseiller sortant : René de Montigny (MRP), élu depuis 1955.

| Candidat | Candidat         | Étiquette | Premier tour | Premier tour |
| Candidat | Candidat         | Étiquette | Voix         | %            |
| -------- | ---------------- | --------- | ------------ | ------------ |
|          | René de Montigny | MRP       | 4 182        | 93,45        |
|          | Émile Helleux    | SFIO      | 166          | 3,71         |
|          | Pierre Lemarié   | PCF       | 124          | 2,77         |
|          |                  |           |              |              |
| Inscrits | Inscrits         | Inscrits  | 6 858        | 100,00       |
| Votants  | Votants          | Votants   | 4 575        | 66,71        |
| Exprimés | Exprimés         | Exprimés  | 4 475        | 97,81        |

### Canton de Saint-Brice-en-Coglès
- Conseiller sortant : Joseph Tronchot (MRP), élu depuis 1945.

| Candidat | Candidat          | Étiquette | Premier tour | Premier tour |
| Candidat | Candidat          | Étiquette | Voix         | %            |
| -------- | ----------------- | --------- | ------------ | ------------ |
|          | Joseph Tronchot * | MRP       | 4 399        | 88,35        |
|          | Marcel Martinais  | SFIO      | 315          | 6,33         |
|          | Jean Macé         | PCF       | 262          | 5,26         |
|          |                   |           |              |              |
| Inscrits | Inscrits          | Inscrits  | 7 330        | 100,00       |
| Votants  | Votants           | Votants   | 5 095        | 69,51        |
| Exprimés | Exprimés          | Exprimés  | 4 979        | 97,72        |

## Arrondissement de Vitré

### Canton de Vitré-Ouest
- Conseiller sortant : Marcel Rupied (CNIP), président du conseil général, élu depuis 1934, ne se représente pas.

| Candidat | Candidat        | Étiquette | Premier tour | Premier tour |
| Candidat | Candidat        | Étiquette | Voix         | %            |
| -------- | --------------- | --------- | ------------ | ------------ |
|          | Louis Pasquet   | MRP       | 3 037        | 59,62        |
|          | Louis Giroux    | CNIP      | 1 686        | 33,10        |
|          | Jean Bouvet     | CNIP      | 218          | 4,28         |
|          | Roland Chauvel  | PCF       | 89           | 1,75         |
|          | Alexis Le Strat | SFIO      | 64           | 1,26         |
|          |                 |           |              |              |
| Inscrits | Inscrits        | Inscrits  | 6 522        | 100,00       |
| Votants  | Votants         | Votants   | 5 220        | 80,04        |
| Exprimés | Exprimés        | Exprimés  | 5 094        | 97,59        |

### Canton de Châteaubourg
- Conseiller sortant : Félix Bobille (CNIP), élu depuis 1934.

| Candidat | Candidat        | Étiquette | Premier tour | Premier tour |
| Candidat | Candidat        | Étiquette | Voix         | %            |
| -------- | --------------- | --------- | ------------ | ------------ |
|          | Félix Bobille * | CNIP      | 1 714        | 57,85        |
|          | Yves Lecerf     | MRP       | 1 173        | 39,59        |
|          | Mathurin Heinry | PCF       | 71           | 2,40         |
|          | Bernard Levrel  | SFIO      | 1            | 0,03         |
|          |                 |           |              |              |
| Inscrits | Inscrits        | Inscrits  | 3 895        | 100,00       |
| Votants  | Votants         | Votants   | 3 020        | 77,54        |
| Exprimés | Exprimés        | Exprimés  | 2 963        | 98,11        |

### Canton de Retiers
- Conseiller sortant : Joseph Égu (CNIP), élu depuis 1945.

| Candidat | Candidat          | Étiquette | Premier tour | Premier tour |
| Candidat | Candidat          | Étiquette | Voix         | %            |
| -------- | ----------------- | --------- | ------------ | ------------ |
|          | Joseph Égu *      | CNIP      | 3 717        | 74,61        |
|          | Robers Bellec     | CNIP      | 1 057        | 20,66        |
|          | François Faucheux | PCF       | 190          | 3,71         |
|          | Georges Delourmel | SFIO      | 51           | 1,00         |
|          |                   |           |              |              |
| Inscrits | Inscrits          | Inscrits  | 7 763        | 100,00       |
| Votants  | Votants           | Votants   | 5 157        | 66,43        |
| Exprimés | Exprimés          | Exprimés  | 5 116        | 99,21        |

## Arrondissement de Redon

### Canton de Bain-de-Bretagne
- Conseiller sortant : Constant Hubert (fils) (CNIP), élu depuis 1954.

| Candidat | Candidat                 | Étiquette | Premier tour | Premier tour |
| Candidat | Candidat                 | Étiquette | Voix         | %            |
| -------- | ------------------------ | --------- | ------------ | ------------ |
|          | Constant Hubert (fils) * | CNIP      | 2 689        | 50,85        |
|          | Claude Michel            | MRP       | 2 081        | 39,35        |
|          | Joseph Guiheux           | SFIO      | 280          | 5,30         |
|          | Marcel Monier            | PCF       | 228          | 4,31         |
|          |                          |           |              |              |
| Inscrits | Inscrits                 | Inscrits  | 8 397        | 100,00       |
| Votants  | Votants                  | Votants   | 5 402        | 64,33        |
| Exprimés | Exprimés                 | Exprimés  | 5 288        | 97,89        |

### Canton de Grand-Fougeray
- Conseiller sortant : Charles Chupin (CNIP), élu depuis 1945.

| Candidat | Candidat          | Étiquette | Premier tour | Premier tour |
| Candidat | Candidat          | Étiquette | Voix         | %            |
| -------- | ----------------- | --------- | ------------ | ------------ |
|          | Charles Chupin *  | CNIP      | 2 045        | 93,72        |
|          | Edmond Le Tanter  | PCF       | 102          | 4,68         |
|          | Frédéric Le Deuil | SFIO      | 33           | 1,51         |
|          |                   |           |              |              |
| Inscrits | Inscrits          | Inscrits  | 3 372        | 100,00       |
| Votants  | Votants           | Votants   | 2 867        | 85,02        |
| Exprimés | Exprimés          | Exprimés  | 2 182        | 76,11        |

### Canton de Pipriac
- Conseiller sortant : Roger de Poulpiquet du Halgouët (UNR) (ancien CNIP), élu depuis 1954.

| Candidat | Candidat                          | Étiquette | Premier tour | Premier tour |
| Candidat | Candidat                          | Étiquette | Voix         | %            |
| -------- | --------------------------------- | --------- | ------------ | ------------ |
|          | Roger de Poulpiquet du Halgouët * | UNR       | 4 660        | 96,76        |
|          | François Marion                   | PCF       | 94           | 1,95         |
|          | Josph Mauvoisin                   | SFIO      | 62           | 1,29         |
|          |                                   |           |              |              |
| Inscrits | Inscrits                          | Inscrits  | 7 725        | 100,00       |
| Votants  | Votants                           | Votants   | 4 848        | 62,76        |
| Exprimés | Exprimés                          | Exprimés  | 4 816        | 99,34        |

### Canton du Sel-de-Bretagne
- Conseiller sortant : Jean-Marie Douessin (Rad-soc), élu depuis 1928, ne se représente pas.

| Candidat | Candidat        | Étiquette | Premier tour | Premier tour |
| Candidat | Candidat        | Étiquette | Voix         | %            |
| -------- | --------------- | --------- | ------------ | ------------ |
|          | André Hupel     | CNIP      | 1 317        | 60,89        |
|          | Jean Féron      | Rad-soc   | 497          | 22,98        |
|          | Joseph de Sonis | UNR       | 170          | 7,86         |
|          | André Pelhate   | CNIP      | 101          | 4,67         |
|          | Henri Chevrel   | SFIO      | 46           | 2,13         |
|          | Jules Gendrot   | PCF       | 32           | 1,48         |
|          |                 |           |              |              |
| Inscrits | Inscrits        | Inscrits  | 3 022        | 100,00       |
| Votants  | Votants         | Votants   | 2 253        | 74,55        |
| Exprimés | Exprimés        | Exprimés  | 2 163        | 96,01        |

## Ancien arrondissement de Montfort-sur-Meu

### Canton de Bécherel
- Conseiller sortant : Louis de La Forest (CNIP), élu depuis 1949.

| Candidat | Candidat             | Étiquette | Premier tour | Premier tour |
| Candidat | Candidat             | Étiquette | Voix         | %            |
| -------- | -------------------- | --------- | ------------ | ------------ |
|          | Louis de La Forest * | CNIP      | 3 144        | 92,80        |
|          | Célestin Perrigault  | PCF       | 177          | 5,22         |
|          | Marcel Merdy         | SFIO      | 67           | 1,98         |
|          |                      |           |              |              |
| Inscrits | Inscrits             | Inscrits  | 4 909        | 100,00       |
| Votants  | Votants              | Votants   | 3 448        | 70,24        |
| Exprimés | Exprimés             | Exprimés  | 3 388        | 98,26        |

### Canton de Plélan-le-Grand
- Conseiller sortant : Félix Ferron (CNIP), élu depuis 1949, ne se représente pas.

| Candidat | Candidat         | Étiquette | Premier tour | Premier tour | Second tour | Second tour |
| Candidat | Candidat         | Étiquette | Voix         | %            | Voix        | %           |
| -------- | ---------------- | --------- | ------------ | ------------ | ----------- | ----------- |
|          | Emmanuel Chalmet | CNIP      | 1 862        | 45,91        | 2 680       | 59,12       |
|          | Jean Kernaleguen | MRP       | 1 608        | 39,65        | 1 846       | 40,72       |
|          | Jean Macé        | CNIP      | 266          | 6,56         |             |             |
|          | Raymond Guilloux | PCF       | 191          | 4,71         |             |             |
|          | Charles Lecomte  | SFIO      | 128          | 3,16         |             |             |
|          |                  |           |              |              |             |             |
| Inscrits | Inscrits         | Inscrits  | 6 413        | 100,00       | 6 413       | 100,00      |
| Votants  | Votants          | Votants   | 4 130        | 64,40        | 4 612       | 71,92       |
| Exprimés | Exprimés         | Exprimés  | 4 056        | 98,21        | 4 533       | 98,29       |